# Mini-ITX

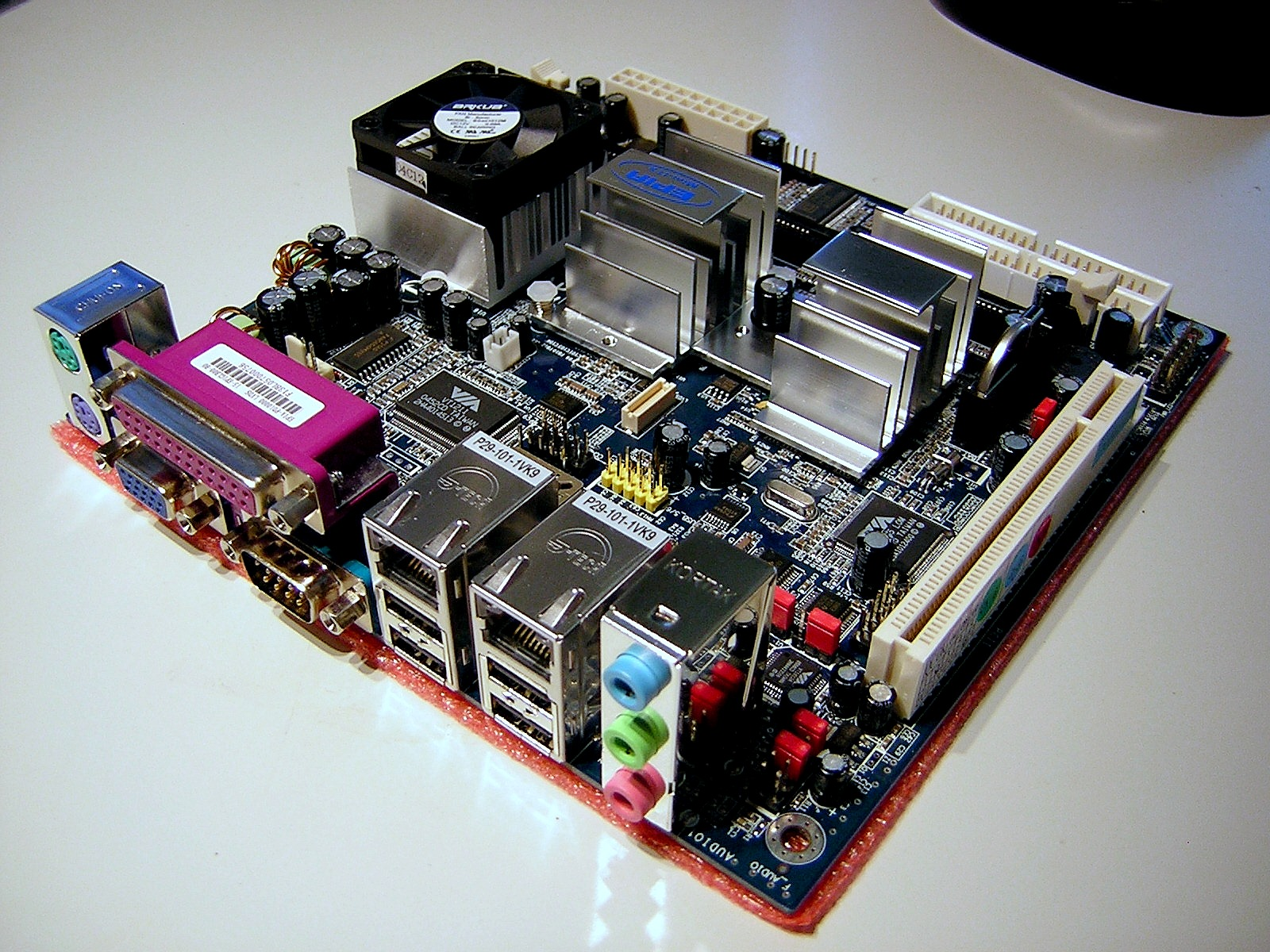
C3プロセッサ搭載のVIA製Mini-ITXマザーボード (EPIA PD-10000)

Mini-ITX（ミニ・アイティーエックス）は、台湾のVIA Technologies社が開発したマザーボードのフォームファクタ（規格）。MicroATXやFlexATXといった小型ATX規格よりも顕著に小さく、わずか17センチメートル四方である。さらに小さなNano-ITX（ナノ・アイティーエックス、大きさ12cm四方）や、Pico-ITX（ピコ・アイティーエックス、10cm×7.2cm）がある。
2001年11月6日発表。当初、Mini-ITXのマザーボードは組み込みシステムで用いられることを前提に設計され、製品としてはVIA製のEden、EPIA（C3）シリーズなどが大多数を占めていたが、インテルやAMDのCPU向けの製品も少数ながら作られていた。
2008年6月にIntel Atom搭載のMini-ITXマザーボードをインテルが発売して以降、各社が続々と同様のCPUオンボードのマザーボードを販売。後にデスクトップ向けCPUソケットを搭載したモデルも発売され、2020年現在ではゲーミングモデルのMini-ITXマザーボードやMini-ITX専用のパソコンケースが発売されており、1つのマザーボードフォームファクタとして定着した。
自作パソコンとしては、チップセットやCPU内蔵のグラフィック機能を活用し、省スペースパソコンやホームシアターパソコン(HTPC)としての使用に適している。ただし、PCI-Express×16を搭載しているマザーボードも多く、Mini-ITX専用ケースの中には本格的なビデオカードを搭載できるモデルも存在する。
CPU直付けタイプはノートPC向けなどの熱設計電力 (TDP) が小さいCPUを実装し、CPUの冷却装置としての強力な冷却ファンを必要としないモデルが多い。デスクトップ向けCPUに比べると性能が低い場合が多いがインターネットやメール、ビジネス用途であれば十分な性能である。
省スペースマザーボードであるがゆえに拡張スロットが1～2本しかなく、メモリもノートPC用のSO-DIMMを使用するモデルもあるなどマザーボードおよびケース側の制限がある場合が多く、ATXやMicroATXなどに比べて組立にはより注意と技術を要する。

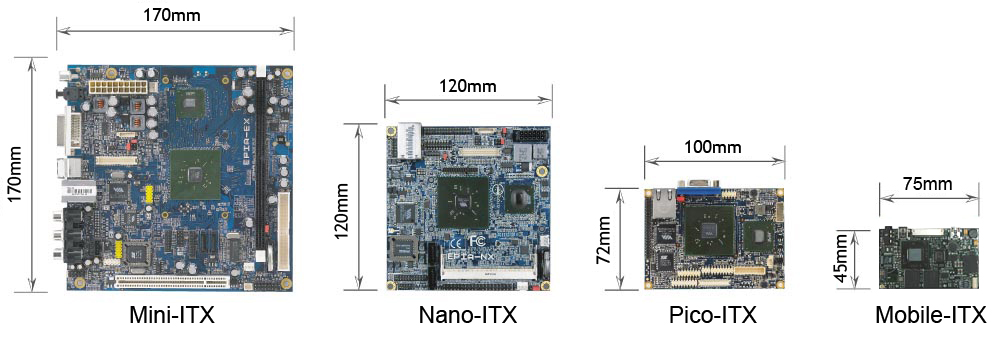
ITX系マザーボードの寸法